# Tour de Luxemburgo 2017
La 77.ª edición del Tour de Luxemburgo (nombre oficial Skoda-Tour de Luxemburgo) fue una carrera de ciclismo en ruta por etapas que se celebró entre el 31 de mayo y el 4 de junio de 2017 sobre un recorrido de 720,4 kilómetros.
La prueba perteneció al UCI Europe Tour 2017 dentro de la categoría 2.HC (máxima categoría de estos circuitos).
La carrera fue ganada por el corredor belga Greg Van Avermaet del equipo BMC Racing Team, en segundo lugar Xandro Meurisse (Wanty-Groupe Gobert) y en tercer lugar Anthony Perez (Cofidis, Solutions Crédits).

## Equipos participantes
Tomaron parte en la carrera 14 equipos. 1 de categoría UCI ProTeam; 8 de categoría Profesional Continental; 5 de categoría Continental.
| WorldTeam- BMC Racing Team Equipos continentales profesionales (8)- Cofidis, Solutions Crédits - Fortuneo-Vital Concept - Nippo-Vini Fantini - Roompot-Nederlandse Loterij - Sport Vlaanderen-Baloise - Verandas Willems-Crelan - Wanty-Groupe Gobert - WB-Veranclassic-Aqua Protect Equipos continentales (5)- Armée de terre - Differdange-Losch - Leopard - Lotto-Kern-Haus - VéloCONCEPT |
| |

## Recorrido
| Etapa     | Fecha     | Recorrido               | type                    | Distancia (km) | Ganador             | Líder               |
| --------- | --------- | ----------------------- | ----------------------- | -------------- | ------------------- | ------------------- |
| Prólogo   | 31 de may | Luxemburgo – Luxemburgo | contrarreloj individual | 2,14           | Damien Gaudin       | Damien Gaudin       |
| 1.ª etapa | 1 de jun  | Luxemburgo – Bascharage | etapa llana             | 172            | Jean-Pierre Drucker | Jean-Pierre Drucker |
| 2.ª etapa | 2 de jun  | Steinfort – Walferdange | etapa escarpada         | 178,4          | Greg Van Avermaet   | Jean-Pierre Drucker |
| 3.ª etapa | 3 de jun  | Eschweiler – Diekirch   | etapa escarpada         | 192,9          | Anthony Perez       | Greg Van Avermaet   |
| 4.ª etapa | 4 de jun  | Mersch – Luxemburgo     | etapa escarpada         | 174,6          | Greg Van Avermaet   | Greg Van Avermaet   |

## Desarrollo de la carrera

### Prólogo
| \| Clasificación de la etapa \| Clasificación de la etapa \| Clasificación de la etapa \| Clasificación de la etapa \| Clasificación de la etapa \| \| Ciclista \| Ciclista \| Equipo \| Tiempo \| \| \| ------------------------- \| ------------------------- \| ---------------------------- \| ------------------------- \| ------------------------- \| \| 1.º \| Damien Gaudin \| Armée de terre \| 3 min 00 s \| \| \| 2.º \| Greg Van Avermaet \| BMC Racing Team \| + 1 s \| \| \| 3.º \| Jean-Pierre Drucker \| BMC Racing Team \| + 4 s \| \| \| 4.º \| Piet Allegaert \| Sport Vlaanderen-Baloise \| + 5 s \| \| \| 5.º \| Benjamin Thomas \| Armée de terre \| + 5 s \| \| \| 6.º \| Alex Kirsch \| WB-Veranclassic-Aqua Protect \| + 6 s \| \| \| 7.º \| Benjamin Declercq \| Sport Vlaanderen-Baloise \| + 6 s \| \| \| 8.º \| Sébastien Delfosse \| WB-Veranclassic-Aqua Protect \| + 8 s \| \| \| 9.º \| Bert Van Lerberghe \| Sport Vlaanderen-Baloise \| + 8 s \| \| \| 10.º \| Andrea Pasqualon \| Wanty-Groupe Gobert \| + 8 s \| \| |                     |                              |            |
| |                     |                              |            |
| Fuente: ProCyclingStats |                     |                              |            |
| Clasificación de la etapa |                     |                              |            |
| Ciclista | Ciclista            | Equipo                       | Tiempo     |
| 1.º | Damien Gaudin       | Armée de terre               | 3 min 00 s |
| 2.º | Greg Van Avermaet   | BMC Racing Team              | + 1 s      |
| 3.º | Jean-Pierre Drucker | BMC Racing Team              | + 4 s      |
| 4.º | Piet Allegaert      | Sport Vlaanderen-Baloise     | + 5 s      |
| 5.º | Benjamin Thomas     | Armée de terre               | + 5 s      |
| 6.º | Alex Kirsch         | WB-Veranclassic-Aqua Protect | + 6 s      |
| 7.º | Benjamin Declercq   | Sport Vlaanderen-Baloise     | + 6 s      |
| 8.º | Sébastien Delfosse  | WB-Veranclassic-Aqua Protect | + 8 s      |
| 9.º | Bert Van Lerberghe  | Sport Vlaanderen-Baloise     | + 8 s      |
| 10.º | Andrea Pasqualon    | Wanty-Groupe Gobert          | + 8 s      |

| \| Clasificación general \| Clasificación general \| Clasificación general \| Clasificación general \| Clasificación general \| \| Ciclista \| Ciclista \| Equipo \| Tiempo \| \| \| --------------------- \| --------------------- \| ---------------------------- \| --------------------- \| --------------------- \| \| 1.º \| Damien Gaudin \| Armée de terre \| 3 min 00 s \| \| \| 2.º \| Greg Van Avermaet \| BMC Racing Team \| + 1 s \| \| \| 3.º \| Jean-Pierre Drucker \| BMC Racing Team \| + 4 s \| \| \| 4.º \| Piet Allegaert \| Sport Vlaanderen-Baloise \| + 5 s \| \| \| 5.º \| Benjamin Thomas \| Armée de terre \| + 5 s \| \| \| 6.º \| Alex Kirsch \| WB-Veranclassic-Aqua Protect \| + 6 s \| \| \| 7.º \| Benjamin Declercq \| Sport Vlaanderen-Baloise \| + 6 s \| \| \| 8.º \| Sébastien Delfosse \| WB-Veranclassic-Aqua Protect \| + 8 s \| \| \| 9.º \| Bert Van Lerberghe \| Sport Vlaanderen-Baloise \| + 8 s \| \| \| 10.º \| Andrea Pasqualon \| Wanty-Groupe Gobert \| + 8 s \| \| |                     |                              |            |
| |                     |                              |            |
| Fuente: ProCyclingStats |                     |                              |            |
| Clasificación general |                     |                              |            |
| Ciclista | Ciclista            | Equipo                       | Tiempo     |
| 1.º | Damien Gaudin       | Armée de terre               | 3 min 00 s |
| 2.º | Greg Van Avermaet   | BMC Racing Team              | + 1 s      |
| 3.º | Jean-Pierre Drucker | BMC Racing Team              | + 4 s      |
| 4.º | Piet Allegaert      | Sport Vlaanderen-Baloise     | + 5 s      |
| 5.º | Benjamin Thomas     | Armée de terre               | + 5 s      |
| 6.º | Alex Kirsch         | WB-Veranclassic-Aqua Protect | + 6 s      |
| 7.º | Benjamin Declercq   | Sport Vlaanderen-Baloise     | + 6 s      |
| 8.º | Sébastien Delfosse  | WB-Veranclassic-Aqua Protect | + 8 s      |
| 9.º | Bert Van Lerberghe  | Sport Vlaanderen-Baloise     | + 8 s      |
| 10.º | Andrea Pasqualon    | Wanty-Groupe Gobert          | + 8 s      |

### 1ª Etapa
| \| Clasificación de la etapa \| Clasificación de la etapa \| Clasificación de la etapa \| Clasificación de la etapa \| Clasificación de la etapa \| \| Ciclista \| Ciclista \| Equipo \| Tiempo \| \| \| ------------------------- \| ------------------------- \| ---------------------------- \| ------------------------- \| ------------------------- \| \| 1.º \| Jean-Pierre Drucker \| BMC Racing Team \| 4 h 06 min 06 s \| \| \| 2.º \| Timothy Dupont \| Verandas Willems-Crelan \| + 0 s \| \| \| 3.º \| Aksel Nõmmela \| Leopard Pro Cycling \| + 0 s \| \| \| 4.º \| Bert Van Lerberghe \| Sport Vlaanderen-Baloise \| + 0 s \| \| \| 5.º \| Greg Van Avermaet \| BMC Racing Team \| + 0 s \| \| \| 6.º \| Michael Carbel \| VéloCONCEPT \| + 0 s \| \| \| 7.º \| Justin Jules \| WB-Veranclassic-Aqua Protect \| + 0 s \| \| \| 8.º \| Riccardo Stacchiotti \| Nippo-Vini Fantini \| + 0 s \| \| \| 9.º \| Jelle Donders \| Differdange-Losch \| + 0 s \| \| \| 10.º \| Kévin Ledanois \| Fortuneo-Vital Concept \| + 0 s \| \| |                      |                              |                 |
| |                      |                              |                 |
| Fuente: ProCyclingStats |                      |                              |                 |
| Clasificación de la etapa |                      |                              |                 |
| Ciclista | Ciclista             | Equipo                       | Tiempo          |
| 1.º | Jean-Pierre Drucker  | BMC Racing Team              | 4 h 06 min 06 s |
| 2.º | Timothy Dupont       | Verandas Willems-Crelan      | + 0 s           |
| 3.º | Aksel Nõmmela        | Leopard Pro Cycling          | + 0 s           |
| 4.º | Bert Van Lerberghe   | Sport Vlaanderen-Baloise     | + 0 s           |
| 5.º | Greg Van Avermaet    | BMC Racing Team              | + 0 s           |
| 6.º | Michael Carbel       | VéloCONCEPT                  | + 0 s           |
| 7.º | Justin Jules         | WB-Veranclassic-Aqua Protect | + 0 s           |
| 8.º | Riccardo Stacchiotti | Nippo-Vini Fantini           | + 0 s           |
| 9.º | Jelle Donders        | Differdange-Losch            | + 0 s           |
| 10.º | Kévin Ledanois       | Fortuneo-Vital Concept       | + 0 s           |

| \| Clasificación general \| Clasificación general \| Clasificación general \| Clasificación general \| Clasificación general \| \| Ciclista \| Ciclista \| Equipo \| Tiempo \| \| \| --------------------- \| --------------------- \| ---------------------------- \| --------------------- \| --------------------- \| \| 1.º \| Jean-Pierre Drucker \| BMC Racing Team \| 4 h 09 min 00 s \| \| \| 2.º \| Damien Gaudin \| Armée de terre \| + 6 s \| \| \| 3.º \| Greg Van Avermaet \| BMC Racing Team \| + 7 s \| \| \| 4.º \| Raphael Freienstein \| Team Lotto-Kern Haus \| + 8 s \| \| \| 5.º \| Piet Allegaert \| Sport Vlaanderen-Baloise \| + 10 s \| \| \| 6.º \| Benjamin Thomas \| Armée de terre \| + 11 s \| \| \| 7.º \| Alex Kirsch \| WB-Veranclassic-Aqua Protect \| + 12 s \| \| \| 8.º \| Benjamin Declercq \| Sport Vlaanderen-Baloise \| + 12 s \| \| \| 9.º \| Aksel Nõmmela \| Leopard Pro Cycling \| + 13 s \| \| \| 10.º \| Sébastien Delfosse \| WB-Veranclassic-Aqua Protect \| + 14 s \| \| |                     |                              |                 |
| |                     |                              |                 |
| Fuente: ProCyclingStats |                     |                              |                 |
| Clasificación general |                     |                              |                 |
| Ciclista | Ciclista            | Equipo                       | Tiempo          |
| 1.º | Jean-Pierre Drucker | BMC Racing Team              | 4 h 09 min 00 s |
| 2.º | Damien Gaudin       | Armée de terre               | + 6 s           |
| 3.º | Greg Van Avermaet   | BMC Racing Team              | + 7 s           |
| 4.º | Raphael Freienstein | Team Lotto-Kern Haus         | + 8 s           |
| 5.º | Piet Allegaert      | Sport Vlaanderen-Baloise     | + 10 s          |
| 6.º | Benjamin Thomas     | Armée de terre               | + 11 s          |
| 7.º | Alex Kirsch         | WB-Veranclassic-Aqua Protect | + 12 s          |
| 8.º | Benjamin Declercq   | Sport Vlaanderen-Baloise     | + 12 s          |
| 9.º | Aksel Nõmmela       | Leopard Pro Cycling          | + 13 s          |
| 10.º | Sébastien Delfosse  | WB-Veranclassic-Aqua Protect | + 14 s          |

### 2ª Etapa
| \| Clasificación de la etapa \| Clasificación de la etapa \| Clasificación de la etapa \| Clasificación de la etapa \| Clasificación de la etapa \| \| Ciclista \| Ciclista \| Equipo \| Tiempo \| \| \| ------------------------- \| ------------------------- \| --------------------------- \| ------------------------- \| ------------------------- \| \| 1.º \| Greg Van Avermaet \| BMC Racing Team \| 4 h 34 min 47 s \| \| \| 2.º \| Jean-Pierre Drucker \| BMC Racing Team \| + 0 s \| \| \| 3.º \| Alexander Kamp \| VéloCONCEPT \| + 0 s \| \| \| 4.º \| Maxime Bouet \| Fortuneo-Vital Concept \| + 0 s \| \| \| 5.º \| Huub Duijn \| Verandas Willems-Crelan \| + 0 s \| \| \| 6.º \| Alexander Krieger \| Leopard Pro Cycling \| + 0 s \| \| \| 7.º \| Pierpaolo De Negri \| Nippo-Vini Fantini \| + 0 s \| \| \| 8.º \| Pim Ligthart \| Roompot-Nederlandse Loterij \| + 0 s \| \| \| 9.º \| Fabien Canal \| Armée de terre \| + 0 s \| \| \| 10.º \| Andrea Pasqualon \| Wanty-Groupe Gobert \| + 0 s \| \| |                     |                             |                 |
| |                     |                             |                 |
| Fuente: ProCyclingStats |                     |                             |                 |
| Clasificación de la etapa |                     |                             |                 |
| Ciclista | Ciclista            | Equipo                      | Tiempo          |
| 1.º | Greg Van Avermaet   | BMC Racing Team             | 4 h 34 min 47 s |
| 2.º | Jean-Pierre Drucker | BMC Racing Team             | + 0 s           |
| 3.º | Alexander Kamp      | VéloCONCEPT                 | + 0 s           |
| 4.º | Maxime Bouet        | Fortuneo-Vital Concept      | + 0 s           |
| 5.º | Huub Duijn          | Verandas Willems-Crelan     | + 0 s           |
| 6.º | Alexander Krieger   | Leopard Pro Cycling         | + 0 s           |
| 7.º | Pierpaolo De Negri  | Nippo-Vini Fantini          | + 0 s           |
| 8.º | Pim Ligthart        | Roompot-Nederlandse Loterij | + 0 s           |
| 9.º | Fabien Canal        | Armée de terre              | + 0 s           |
| 10.º | Andrea Pasqualon    | Wanty-Groupe Gobert         | + 0 s           |

| \| Clasificación general \| Clasificación general \| Clasificación general \| Clasificación general \| Clasificación general \| \| Ciclista \| Ciclista \| Equipo \| Tiempo \| \| \| --------------------- \| --------------------- \| ---------------------------- \| --------------------- \| --------------------- \| \| 1.º \| Jean-Pierre Drucker \| BMC Racing Team \| 8 h 43 min 41 s \| \| \| 2.º \| Greg Van Avermaet \| BMC Racing Team \| + 1 s \| \| \| 3.º \| Piet Allegaert \| Sport Vlaanderen-Baloise \| + 13 s \| \| \| 4.º \| Alex Kirsch \| WB-Veranclassic-Aqua Protect \| + 14 s \| \| \| 5.º \| Raphael Freienstein \| Team Lotto-Kern Haus \| + 14 s \| \| \| 6.º \| Benjamin Thomas \| Armée de terre \| + 17 s \| \| \| 7.º \| Sébastien Delfosse \| WB-Veranclassic-Aqua Protect \| + 20 s \| \| \| 8.º \| Huub Duijn \| Verandas Willems-Crelan \| + 20 s \| \| \| 9.º \| Andrea Pasqualon \| Wanty-Groupe Gobert \| + 20 s \| \| \| 10.º \| Pim Ligthart \| Roompot-Nederlandse Loterij \| + 21 s \| \| |                     |                              |                 |
| |                     |                              |                 |
| Fuente: ProCyclingStats |                     |                              |                 |
| Clasificación general |                     |                              |                 |
| Ciclista | Ciclista            | Equipo                       | Tiempo          |
| 1.º | Jean-Pierre Drucker | BMC Racing Team              | 8 h 43 min 41 s |
| 2.º | Greg Van Avermaet   | BMC Racing Team              | + 1 s           |
| 3.º | Piet Allegaert      | Sport Vlaanderen-Baloise     | + 13 s          |
| 4.º | Alex Kirsch         | WB-Veranclassic-Aqua Protect | + 14 s          |
| 5.º | Raphael Freienstein | Team Lotto-Kern Haus         | + 14 s          |
| 6.º | Benjamin Thomas     | Armée de terre               | + 17 s          |
| 7.º | Sébastien Delfosse  | WB-Veranclassic-Aqua Protect | + 20 s          |
| 8.º | Huub Duijn          | Verandas Willems-Crelan      | + 20 s          |
| 9.º | Andrea Pasqualon    | Wanty-Groupe Gobert          | + 20 s          |
| 10.º | Pim Ligthart        | Roompot-Nederlandse Loterij  | + 21 s          |

### 3ª Etapa
| \| Clasificación de la etapa \| Clasificación de la etapa \| Clasificación de la etapa \| Clasificación de la etapa \| Clasificación de la etapa \| \| Ciclista \| Ciclista \| Equipo \| Tiempo \| \| \| ------------------------- \| ------------------------- \| -------------------------- \| ------------------------- \| ------------------------- \| \| 1.º \| Anthony Perez \| Cofidis, Solutions Crédits \| 4 h 58 min 16 s \| \| \| 2.º \| Greg Van Avermaet \| BMC Racing Team \| + 0 s \| \| \| 3.º \| Xandro Meurisse \| Wanty-Groupe Gobert \| + 0 s \| \| \| 4.º \| Nicolas Edet \| Cofidis, Solutions Crédits \| + 1 s \| \| \| 5.º \| Maxime Bouet \| Fortuneo-Vital Concept \| + 1 s \| \| \| 6.º \| Alexander Kamp \| VéloCONCEPT \| + 1 s \| \| \| 7.º \| Rasmus Guldhammer \| VéloCONCEPT \| + 1 s \| \| \| 8.º \| Huub Duijn \| Verandas Willems-Crelan \| + 1 s \| \| \| 9.º \| Luis Ángel Maté \| Cofidis, Solutions Crédits \| + 1 s \| \| \| 10.º \| Julien Loubet \| Armée de terre \| + 1 s \| \| |                   |                            |                 |
| |                   |                            |                 |
| Fuente: ProCyclingStats |                   |                            |                 |
| Clasificación de la etapa |                   |                            |                 |
| Ciclista | Ciclista          | Equipo                     | Tiempo          |
| 1.º | Anthony Perez     | Cofidis, Solutions Crédits | 4 h 58 min 16 s |
| 2.º | Greg Van Avermaet | BMC Racing Team            | + 0 s           |
| 3.º | Xandro Meurisse   | Wanty-Groupe Gobert        | + 0 s           |
| 4.º | Nicolas Edet      | Cofidis, Solutions Crédits | + 1 s           |
| 5.º | Maxime Bouet      | Fortuneo-Vital Concept     | + 1 s           |
| 6.º | Alexander Kamp    | VéloCONCEPT                | + 1 s           |
| 7.º | Rasmus Guldhammer | VéloCONCEPT                | + 1 s           |
| 8.º | Huub Duijn        | Verandas Willems-Crelan    | + 1 s           |
| 9.º | Luis Ángel Maté   | Cofidis, Solutions Crédits | + 1 s           |
| 10.º | Julien Loubet     | Armée de terre             | + 1 s           |

| \| Clasificación general \| Clasificación general \| Clasificación general \| Clasificación general \| Clasificación general \| \| Ciclista \| Ciclista \| Equipo \| Tiempo \| \| \| --------------------- \| --------------------- \| -------------------------- \| --------------------- \| --------------------- \| \| 1.º \| Greg Van Avermaet \| BMC Racing Team \| 13 h 41 min 52 s \| \| \| 2.º \| Anthony Perez \| Cofidis, Solutions Crédits \| + 22 s \| \| \| 3.º \| Benjamin Thomas \| Armée de terre \| + 23 s \| \| \| 4.º \| Xandro Meurisse \| Wanty-Groupe Gobert \| + 23 s \| \| \| 5.º \| Huub Duijn \| Verandas Willems-Crelan \| + 26 s \| \| \| 6.º \| Yoann Bagot \| Cofidis, Solutions Crédits \| + 28 s \| \| \| 7.º \| Piet Allegaert \| Sport Vlaanderen-Baloise \| + 28 s \| \| \| 8.º \| Raphael Freienstein \| Team Lotto-Kern Haus \| + 29 s \| \| \| 9.º \| Luis Ángel Maté \| Cofidis, Solutions Crédits \| + 30 s \| \| \| 10.º \| Julien Loubet \| Armée de terre \| + 30 s \| \| |                     |                            |                  |
| |                     |                            |                  |
| Fuente: ProCyclingStats |                     |                            |                  |
| Clasificación general |                     |                            |                  |
| Ciclista | Ciclista            | Equipo                     | Tiempo           |
| 1.º | Greg Van Avermaet   | BMC Racing Team            | 13 h 41 min 52 s |
| 2.º | Anthony Perez       | Cofidis, Solutions Crédits | + 22 s           |
| 3.º | Benjamin Thomas     | Armée de terre             | + 23 s           |
| 4.º | Xandro Meurisse     | Wanty-Groupe Gobert        | + 23 s           |
| 5.º | Huub Duijn          | Verandas Willems-Crelan    | + 26 s           |
| 6.º | Yoann Bagot         | Cofidis, Solutions Crédits | + 28 s           |
| 7.º | Piet Allegaert      | Sport Vlaanderen-Baloise   | + 28 s           |
| 8.º | Raphael Freienstein | Team Lotto-Kern Haus       | + 29 s           |
| 9.º | Luis Ángel Maté     | Cofidis, Solutions Crédits | + 30 s           |
| 10.º | Julien Loubet       | Armée de terre             | + 30 s           |

### 4ª Etapa
| \| Clasificación de la etapa \| Clasificación de la etapa \| Clasificación de la etapa \| Clasificación de la etapa \| Clasificación de la etapa \| \| Ciclista \| Ciclista \| Equipo \| Tiempo \| \| \| ------------------------- \| ------------------------- \| ---------------------------- \| ------------------------- \| ------------------------- \| \| 1.º \| Greg Van Avermaet \| BMC Racing Team \| 18 h 27 min 50 s \| \| \| 2.º \| Alex Kirsch \| WB-Veranclassic-Aqua Protect \| + 0 s \| \| \| 3.º \| Xandro Meurisse \| Wanty-Groupe Gobert \| + 0 s \| \| \| 4.º \| Luis Ángel Maté \| Cofidis, Solutions Crédits \| + 3 s \| \| \| 5.º \| Alessandro Bisolti \| Nippo-Vini Fantini \| + 4 s \| \| \| 6.º \| Anthony Perez \| Cofidis, Solutions Crédits \| + 4 s \| \| \| 7.º \| Huub Duijn \| Verandas Willems-Crelan \| + 4 s \| \| \| 8.º \| Jérôme Baugnies \| Wanty-Groupe Gobert \| + 4 s \| \| \| 9.º \| Rasmus Guldhammer \| VéloCONCEPT \| + 4 s \| \| \| 10.º \| Julien Loubet \| Armée de terre \| + 4 s \| \| |                    |                              |                  |
| |                    |                              |                  |
| Fuente: ProCyclingStats |                    |                              |                  |
| Clasificación de la etapa |                    |                              |                  |
| Ciclista | Ciclista           | Equipo                       | Tiempo           |
| 1.º | Greg Van Avermaet  | BMC Racing Team              | 18 h 27 min 50 s |
| 2.º | Alex Kirsch        | WB-Veranclassic-Aqua Protect | + 0 s            |
| 3.º | Xandro Meurisse    | Wanty-Groupe Gobert          | + 0 s            |
| 4.º | Luis Ángel Maté    | Cofidis, Solutions Crédits   | + 3 s            |
| 5.º | Alessandro Bisolti | Nippo-Vini Fantini           | + 4 s            |
| 6.º | Anthony Perez      | Cofidis, Solutions Crédits   | + 4 s            |
| 7.º | Huub Duijn         | Verandas Willems-Crelan      | + 4 s            |
| 8.º | Jérôme Baugnies    | Wanty-Groupe Gobert          | + 4 s            |
| 9.º | Rasmus Guldhammer  | VéloCONCEPT                  | + 4 s            |
| 10.º | Julien Loubet      | Armée de terre               | + 4 s            |

## Clasificaciones finales
- Las clasificaciones finalizaron de la siguiente forma:[4]

### Clasificación general
| \| Clasificación general \| Clasificación general \| Clasificación general \| Clasificación general \| Clasificación general \| \| Ciclista \| Ciclista \| Equipo \| Tiempo \| \| \| --------------------- \| --------------------- \| -------------------------- \| --------------------- \| --------------------- \| \| 1.º \| Greg Van Avermaet \| BMC Racing Team \| 18 h 27 min 50 s \| \| \| 2.º \| Xandro Meurisse \| Wanty-Groupe Gobert \| + 29 s \| \| \| 3.º \| Anthony Perez \| Cofidis, Solutions Crédits \| + 36 s \| \| \| 4.º \| Benjamin Thomas \| Armée de terre \| + 40 s \| \| \| 5.º \| Huub Duijn \| Verandas Willems-Crelan \| + 40 s \| \| \| 6.º \| Luis Ángel Maté \| Cofidis, Solutions Crédits \| + 43 s \| \| \| 7.º \| Julien Loubet \| Armée de terre \| + 44 s \| \| \| 8.º \| Jérôme Baugnies \| Wanty-Groupe Gobert \| + 47 s \| \| \| 9.º \| Nicolas Edet \| Cofidis, Solutions Crédits \| + 48 s \| \| \| 10.º \| Rasmus Guldhammer \| VéloCONCEPT \| + 50 s \| \| |                   |                            |                  |
| |                   |                            |                  |
| Fuente: ProCyclingStats |                   |                            |                  |
| Clasificación general |                   |                            |                  |
| Ciclista | Ciclista          | Equipo                     | Tiempo           |
| 1.º | Greg Van Avermaet | BMC Racing Team            | 18 h 27 min 50 s |
| 2.º | Xandro Meurisse   | Wanty-Groupe Gobert        | + 29 s           |
| 3.º | Anthony Perez     | Cofidis, Solutions Crédits | + 36 s           |
| 4.º | Benjamin Thomas   | Armée de terre             | + 40 s           |
| 5.º | Huub Duijn        | Verandas Willems-Crelan    | + 40 s           |
| 6.º | Luis Ángel Maté   | Cofidis, Solutions Crédits | + 43 s           |
| 7.º | Julien Loubet     | Armée de terre             | + 44 s           |
| 8.º | Jérôme Baugnies   | Wanty-Groupe Gobert        | + 47 s           |
| 9.º | Nicolas Edet      | Cofidis, Solutions Crédits | + 48 s           |
| 10.º | Rasmus Guldhammer | VéloCONCEPT                | + 50 s           |

## Evolución de las clasificaciones
| Etapa (Vencedor)               | Clasificación general | Clasificación de la montaña | Clasificación por puntos | Clasificación de los jóvenes | Clasificación por equipos |
| ------------------------------ | --------------------- | --------------------------- | ------------------------ | ---------------------------- | ------------------------- |
| Prólogo (Damien Gaudin)        | Damien Gaudin         | No se entregó               | No se entregó            | Piet Allegaert               | BMC Racing                |
| 1ª etapa (Jean-Pierre Drucker) | Jean-Pierre Drucker   | Tom Wirtgen                 | Jean-Pierre Drucker      | Raphael Freienstein          | BMC Racing                |
| 2ª etapa (Greg Van Avermaet)   | Jean-Pierre Drucker   | Brice Feillu                | Jean-Pierre Drucker      | Piet Allegaert               | BMC Racing                |
| 3ª etapa (Anthony Perez)       | Greg Van Avermaet     | Brice Feillu                | Greg Van Avermaet        | Anthony Perez                | Cofidis                   |
| 4ª etapa (Greg Van Avermaet)   | Greg Van Avermaet     | Brice Feillu                | Greg Van Avermaet        | Xandro Meurisse              | Cofidis                   |
| Clasificación final            | Greg Van Avermaet     | Brice Feillu                | Greg Van Avermaet        | Xandro Meurisse              | Cofidis                   |

## UCI World Ranking
El Tour de Luxemburgo otorgó puntos para el UCI Europe Tour 2017 y el UCI World Ranking, este último para corredores de los equipos en las categorías UCI ProTeam, Profesional Continental y Equipos Continentales. Las siguientes tablas son el baremo de puntuación y los 10 corredores que obtuvieron más puntos:
| Posición              | 1.ª | 2.ª | 3.ª | 4.ª | 5.ª | 6.ª | 7.ª | 8.ª | 9.ª | 10.ª |
| Clasificación general | 200 | 150 | 125 | 100 | 85  | 70  | 60  | 50  | 40  | 35   |
| Por etapa             | 20  | 10  | 5   |     |     |     |     |     |     |      |
| Líder                 | 5   |     |     |     |     |     |     |     |     |      |

| Clasificación | Clasificación       | Clasificación              | Clasificación | Clasificación | Clasificación | Clasificación |
| Posición      | Ciclista            | Equipo                     | General       | Etapa         | Líder         | Total         |
| ------------- | ------------------- | -------------------------- | ------------- | ------------- | ------------- | ------------- |
| 1.º           | Greg Van Avermaet   | BMC Racing                 | 200           | 60            | 5             | 265           |
| 2.º           | Xandro Meurisse     | Wanty-Groupe Gobert        | 150           | 10            | -             | 160           |
| 3.º           | Anthony Perez       | Cofidis, Solutions Crédits | 125           | 20            | -             | 145           |
| 4.º           | Benjamin Thomas     | Armée de terre             | 100           | -             | -             | 100           |
| 5.º           | Huub Duijn          | Vérandas Willems-Crelan    | 85            | -             | -             | 85            |
| 6.º           | Luis Ángel Maté     | Cofidis, Solutions Crédits | 70            | -             | -             | 70            |
| 7.º           | Julien Loubet       | Armée de terre             | 60            | -             | -             | 60            |
| 8.º           | Jérôme Baugnies     | Wanty-Groupe Gobert        | 50            | -             | -             | 50            |
| 9.º           | Jean-Pierre Drucker | BMC Racing                 | 3             | 35            | 10            | 48            |
| 10.º          | Nicolas Edet        | Cofidis, Solutions Crédits | 40            | -             | -             | 40            |